# Абзианидзе, Гиви Сергеевич
Гиви Сергеевич Абзианидзе — советский хозяйственный, государственный и политический деятель.

## Биография
Родился в 1939 году. Член КПСС с 1962 года.
С 1962 года — на хозяйственной, общественной и политической работе. В 1962—1993 гг. — мастер типографии, инструктор, заместитель заведующего отделом Кутаисского горкома партии, заместитель председателя Кутаисского горисполкома, второй секретарь Кутаисского горкома партии, председатель исполкома Кутаисского городского Совета народных депутатов. первый секретарь Цхалтубского горкома Компартии Грузии, первый секретарь Кутаисского горкома партии.
Избирался депутатом Верховного Совета Грузинской ССР 10-го созыва, народным депутатом СССР.
Живёт в Грузии.